# 休伦族
怀安多特人（Wyandot）或温达特人（Wendat），也称休伦人（Huron），是北美原住民。传统上讲怀安多特语，一种易洛魁语言，15世纪开始与白人有了首次接触。在怀安多特人迁至乔治亚湾前，原定居在现今的安大略湖北岸。正是在那儿，他们于1615年首次遇到了法国探险家萨缪尔·德·尚普兰。
出现于17世纪晚期的现代怀安多特人均为两个早期部落-温达特/休伦联盟及提奥农塔蒂部落的后代遗存，其中：提奥农塔蒂部落由于种植烟草而被法国人称为“佩腾”Petun(烟草人)，他们曾定居在南方地区，现在加拿大安大略省乔治亚湾各地。1634年后，瘟疫导致休伦人口大幅减少，1649年，被来自纽约洲的莫霍克易洛魁联盟(Haudenosaunee)赶离了易洛魁。
今天，怀安多特人在加拿大魁北克有一个保留区；在美国也有三个主要聚居地，其中两个是联邦政府承认的自治部落。由于各部落发展过程的不同，他们分别讲温达特语和怀安多特语。

## 历史

### 1650前的起源、名称和组成

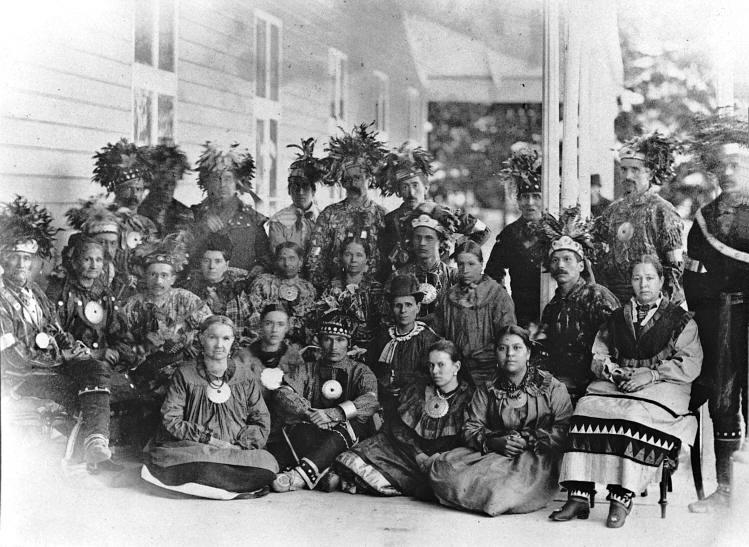
休伦-羽毛部落 – 斯宾瑟伍德,魁北克城,1880年

早期的理论认为休伦族起源于圣劳伦斯河谷，但该理论的争论点是附近存在的蒙特利尔及其他圣劳伦斯易洛魁人。温达特语属于易洛魁语系。近期的语言和考古研究证实了休伦族和圣劳伦斯易洛魁人之间的这种历史渊源。
在1975年和1978年，考古学家在安大略湖附近的皮克灵(Pickering)发掘了一座15世时期的大型休伦族村落，现在叫德雷珀遗址。 2003年，在离Template:Link-En五公里处的地方又发现了一座更大的古村落，它被称为曼特尔遗址。每个遗址周围都围有栅栏。曼特尔遗址约有70多间Template:Link-En。历史学家Template:Link-En)叙述：
“的确，现在有种种迹象表明，后来的休伦人和他们的直系祖先在南方安大略沿安大略湖北岸已建成了一处独特的休伦人家园。后来，他们从那里迁至传统领地-乔治亚湾，1615年，他们正是在那里遇见了尚普兰”。
17世纪初，易洛魁人自称为温达特人，意思是“半岛居民”或“岛民”。温达特人的传统领地三面被乔治亚湾和锡姆科湖环绕。早期法国探险家简称这些当地人为休伦人，法国水手认为温达特武士耸立的发型很像一只野猪。在法语中，无论是 huron(“痞子”、“土气”)，还是 hure(“野猪脑袋”)。都是负面性的词，这种词源与后来法国皮毛商人和探险家所见到“好的易洛魁人”的看法不符；另一种词源是从阿尔冈昆话“ronon”(国家)，或“Irri-ronon”(“伊利”或“猫国”)。在法语中明显变为“Hirri-ronon”，后逐惭缩短为“Hirr”，最后拼写为目前的形式-“Huron”(休伦)。其他词源可能来自阿尔冈昆词“ka-ron”(直岸)和“tu-ron”(曲岸)。
温达特不是一个部落，而是由四个或多个语言相通的部落组成的联盟。传统认为，温达特(或休伦)南部邦联起于15世纪熊族(People of the Bear)和绳族(People of the Cord)的结盟，约在1590年石族(People of the Rock)加入，1610年左右鹿族(People of the Deer)又加入其中。第五个部落沼泽族(People of the Marshes or Bog)，可能只有部落中的一支加入了联盟。当时还没成为联盟中的正式成员。
最大的温达特聚住地和联盟首府，位于奥斯奥萨涅(Ossossane)，现代安大略省依文维弥镇附近。他们称其为温达克(Wendake)。
与休伦联盟关系紧密的是提奥农塔蒂人，因他们所种植的作物而被法国人称为(佩腾)(烟草人)。他们住在更南的地方，并分为两个部落：鹿族和狼族。考虑他们后来组成了怀安多特部落的核心，他们也可能曾自称为温达特人。
肺结核病(TB)是休伦人中的一种多发病，长期接近和生活在长屋中的烟熏环境下，更加重了这一病情。尽管如此，休伦人总体上是健康的;耶稣会教士写道，休伦人有效地采用了自然疗法而且“比我们更健康”。

### 温达特人与欧洲人的接触

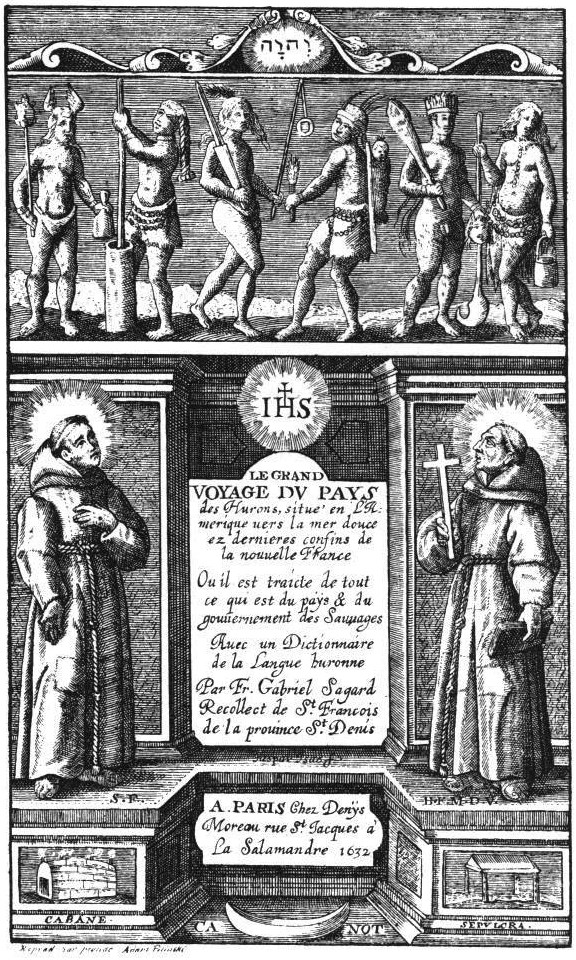
休伦人的朝圣之旅,加百列·塞加道,1632年.

最早记述休伦人的是16世纪开拓北美的法国人，特别是17世纪初萨缪尔·德·尚普兰对圣劳伦斯河探索，报道了欧洲人抵达休伦湖的新闻。一些休伦人决定与欧洲人会面，Arendarhonon 部落的头人阿提荣塔(Atironta)，在1609年到魁北克与法国人进行了结盟。
在与欧洲人接触的初期，休伦人口估计约为20000到40000人。从1634年至1640年，休伦人感染上缺乏免疫能力的麻疹、天花等欧亚传染病。流行病学研究表明，自1634年起，许多患天花的欧洲儿童随家人一道从法国、英国、荷兰等城镇移民到新大陆。历史学家认为疾病是从儿童传播到休伦人及其他原住民的，这导致了很多休伦村庄和地区的荒弃，大约有一半至三分之二的人口死于传染病，人口数量约降至12000人。
在法国到达之前，休伦人已与莫霍克易洛魁联盟(Haudenosaunee )(“五族同盟”)在南方产生冲突。在16世纪，数千休伦人居住在更南面的西弗吉尼亚州中部卡诺瓦河沿岸，但在17世纪，莫霍克易洛魁联盟为获取更多的猎场以从事海狸生皮贸易，从现今的纽约侵入，将休伦人赶离了他们的居留地。一旦欧洲列强开始参与交易，当地人之间的冲突明显加剧，因为他们都想极力控制皮草贸易。与法国人结盟的休伦人是当时最大的贸易民族。莫霍克易洛魁联盟则倾向于与荷兰人及后来的英国人(当时定居在奥尔巴尼和所属纽约领地内的莫霍克村)结盟。
欧洲武器及毛皮贸易的引入，加剧了部落间竞争和战争的严重程度。在1649年3月16日，约有1000名莫霍克易洛魁联盟主战者梵毁了现今安大略省锡姆科县圣伊格纳斯(St.Ignace)和圣路易斯(St. Louis)的休伦基督村庄，造成约300人死亡，他们还杀害了许多耶稣会传教士，这些传教士由此获得了北美烈士的称号。幸存的耶稣会传教士为防止被抓，放火烧毁了传道所。易洛魁族的攻击引起了休伦人的恐慌。
1649年5月1日，休伦人烧毁自己的15座村庄，作为难民逃离到周围的部落。约有10000名难民逃到了乔治亚湾基督岛（Gahoendoe），由于该岛不产粮食，无法提供食物，所以，大部分休伦人在冬季饿死。那些幸存下来的人据信是靠相互残杀吃人才得以存活下来。在渡过了1649年至1650年的悲惨寒冬后，活下来的休伦人迁移至魁北克市附近的温达克。通过接纳其他难民，他们成为了休伦-温达特族。一部分休伦人与幸存的佩腾人，在1649年秋天村庄遭易洛魁人袭击后，逃到了上密歇根湖地区，先定居于绿湾，而后才到麦基诺。

## 文化
像其他的易洛魁族一样，休伦人是以渔猎为生的农民 。妇女们负责种植作为日常主食的玉米、南瓜、豆类(“三姐妹”)等农作物，男人们主要以捕鱼为主，在狩猎季也捕猎鹿及其他肉类动物。尽管男人们也帮忙清理地块之类的重体力劳动(砍伐和焚烧土地上树林、灌木丛)，但妇女承担了大部分的农活。男人最主要的工作是渔猎、建房、制造独木舟和工具。每个家庭都拥有一块赖以为生的土地，一旦该块土地家庭不再使用时，部落就会将其当作公共财产收回。
休伦村庄占面积一般约一到十英亩(40000平方公尺)，其中大部分用于防御敌人攻击。与其他易洛魁民族相似，他们也住在长屋中。典型的村庄有900至1600人，分住在30或40间长屋中。村庄约十年搬迁一次，一般是土壤变得贫瘠和附近提供柴火的树林稀疏时。休伦人也与邻近部落进行贸易活动，尤其是与邻近的佩腾人和中立民族进行烟草交易。

## 备注
1. ↑  . 加拿大文化博物馆.   [2014-06-08]. （原始内容存档于2013-11-04）.
2. ↑  斯特克里, 约翰 "萨嘎德词典中的商品和民族: 圣劳伦斯易洛魁人透视" 安大略省历史: 2012年秋(Vol. CIV No. 2)
3. ↑  考古服务公司, 曼特尔遗址 （页面存档备份，存于）; 另请参阅惠特彻奇-史托维尔市（英语：Whitchurch-Stouffville）中奥罗拉（英语：Aurora Site, Wendat (Huron) Ancestral Village）和拉特克利夫（英语：Ratcliff Site, Wendat (Huron) Ancestral Village）温达特人古村落遗址条目
4. ↑  詹姆斯·弗朗西斯·彭德格斯特, "归因于斯塔达科纳村和奥雪来嘉村扑朔迷离的身世", 加拿大研究杂志, 1998年冬, pp. 3–4, 查询日期：2010年2月3日
5. 1 2  崔格尔,《安坦恩提斯的孩子》, 27.
6. ↑  沃格尔, 维吉尔. . 安娜堡: 密歇根大学出版, 1986年. 1986年.
7. 1 2 3 4 5  迪克格森, "休伦/怀安多特人", 263–65.
8. ↑  崔格尔,《安坦恩提斯的孩子》, 30
9. ↑  .   [2014-06-08]. （原始内容存档于2010-07-11）.
10. ↑  格拉德和海登里希, "Khionontateronon (佩腾人)", 北美印第安人指南, 史密森学会, 394.
11. ↑  斯特克里, 温达克方言
12. ↑  P. C. 哈特尼, "安大略省南部一名史前人肺结核病灶样本", 简·爱伦·布克斯特拉（英语：Jane E. Buikstra）,编辑., 《美洲史前结核病》, 西北大学考古项目科研论文 No. 5, 西北大学, 埃文斯顿, IL. 1981, 141–160. OCLC 7197014 （页面存档备份，存于）
13. ↑  "Father Francois Joseph Le Mercier"[永久], Reuben Gold Thwaites (ed.), 耶稣会的报告及相关档案, XIII, 103-105.
14. ↑  海登里希, "休伦人", 379
15. 1 2  海登里希,休伦人, 369.
16. ↑  拉贝尔, 凯瑟琳·马吉.  (PDF). 历史传记杂志. 2009年秋, 6: 1–33  [2014-06-09]. （原始内容存档 (PDF)于2020-06-16）.
17. ↑  罗伯特·迪尔格和詹姆斯·马歇尔博士,"卡诺瓦县历史" （页面存档备份，存于）, 公共事务研究院, 西弗吉尼亚大学, 2002年2月21日, 访问日期:2009年10月31日
18. ↑  .康拉德 E. 海登里希, "休伦人", 北美印第安人指南, 编辑. 布鲁斯·崔格尔, Vol. 15, 东北印第安人, 史密森学会, 1978年, p. 378.
19. ↑  海登里希, 休伦人, pp. 380, 382–83.
20. ↑  海登里希, "休伦人", p. 383.
21. ↑  海登里希, "休伦人", p. 380.
22. ↑  加里·瓦里克, "欧洲传染病与温达特-提农塔特人(休伦-佩腾人)人口下降", 世界考古 35 (2003年10月), 258–275.
23. ↑  海登里希, "休伦人", 381.
24. ↑  海登里希, "休伦人", 385.

## 参阅文献
- Dickason, Olive Patricia. "Huron/Wyandot". Encyclopedia of North American Indians, 263–65, Ed. Frederick E. Hoxie. Boston: Houghton Mifflin, 1996. ISBN 0-395-66921-9.
- Garrad, Charles and Heidenreich, Conrad E., ""Khionontateronon (Petun)", Handbook of North American Indians, ed. Bruce Trigger, Vol. 15, Northeastern Indians, Smithsonian Institution, 1978
- Heidenreich, Conrad E., "Huron", Handbook of the North American Indian, ed. Bruce Trigger, Vol. 15, Northeastern Indians, Smithsonian Institution, 1978
- Sagard, Gabriel. Le grand voyage au pays des Hurons. Vol. 1; Vol. 2. Paris, 1632.
- Steckley, John. "Wendat Dialects and the Development of the Huron Alliance" （页面存档备份，存于）
- Trigger, Bruce G. The Huron: Farmers of the North, New York: Holt, 1969. ISBN 0-03-079550-8.
- Trigger, Bruce G. The Children of Aataentsic: A History of the Huron People to 1660 （页面存档备份，存于）. 2 vols. Kingston and Montreal: McGill-Queen's University Press. 1987. ISBN 0-7735-0627-6

## 延伸阅读
- Clarke, Peter Dooyentate. Origin and Traditional History of the Wyandotts, and Sketches of Other Indian Tribes of North America, True Traditional Stories of Tecumseh and His League, Global Language Press, 2006. Reprint of 1870 history written by a Wyandot. ISBN 0-9738924-9-8
- Sioui, Georges E., , UBC Press, 1999  [2014-06-08], ISBN 0-7748-0714-8, （原始内容存档于2015-04-09）
- Tooker, Elisabeth, , Syracuse University Press, 1991  [2014-06-08], ISBN 0-8156-2516-2, （原始内容存档于2015-04-06）